# منطقة الرياض
منطقة الرياض هي إحدى المناطق الإدارية بالمملكة العربية السعودية ومقر إمارتها مدينة الرياض العاصمة، وهي تقع في قلب المملكة العربية السعودية وتعتبر ثاني أكبر منطقة من حيث المساحة بعد المنطقة الشرقية، بمساحة 380 ألف كيلو متر ونسبة 19.4% من مساحات مناطق المملكة الإدارية. ترتيبها الأول من حيث عدد السكان بنسبة 26,7% من إجمالي سكان المملكة حسب تعداد السعودية 2022.

## أصل التسمية
لغويًا لفظ الرياض هو جمع روضة، والروضة سميت روضة لاستراضة الماء فيها وهو الموضع الذي يستنقع فيه الماء. يذكر المعجم اللغوي "لسان العرب" لابن منظور أن جمعها روضات ورياض وروض وريضان، وأضاف: أروضت الأرض وأراضت أي أُلبِسها النبات وأراضها الله: جعلها رياضا، وأرض مستروضة: تنبت نباتًا جيدًا أو استوى بقلها.
أسسها وسماها الرياض الأمير دهام بن دواس الشعلان وكانت تسمى قديما (رياض العارض) نسبة لجبال العارض التي تحدها من الشمال والشرق.
تشغل وسط الجزيرة العربية وهي تمثل القسم الأكبر مما كان يطلق عليه الجغرافيون المسلمون اسـم نجد بقسميها، عالية نجد وسافلتها،
إن تسمية منطقة الرياض تسمية حديثة لا ذكر لها في كتب التراث الجغرافي، وقديما كانت تدخل منطقة الرياض ضمن ما يعرف باسم السعيدة ليدللوا على جميع أرجاء الجزيرة العربية التي نعرفها اليوم.

## مكانة المنطقة ومميزاتها
و تتميز منطقة الرياض بأنها منطلق توحيد البلاد، ومقرها مدينة الرياض عاصمة البلاد ومقر الحكم والإدارة وأكبر مراكز البلاد الحضرية، ومع خصائصها الطبيعية واتساع مساحتها إلا أنها تعتبر من المنظور الجغرافي والتاريخي إقليما متماثلا في خصائصه وسماته. وتتميز منطقة الرياض بوجود قصر الحكم الذي يمثل الانطلاقة الحقيقية لكل ملوك المملكة منذ عهد الملك عبد العزيز، ويمثل قصر الحكم التاريخ والتراث العمراني القديم لمنطقة الرياض.
وقد ظهرت خصوصية هذه المنطقة في محورين أساسيين من محاور بناء الدولة وتأسيسها وهما: المحور السياسي وبناء الدولة ومحور العلم والدعوة، ومن الآثار والأماكن التاريخية في مدينة الرياض بالإضافة إلى قصر الحكم- قصر المصمك ـ وقصر المربع وقصر عفيف، وقصر الشمسية، وحي الطريف، وبرج منفوحة.
وبصدور نظام المناطق بالأمر الملكي رقم أ/92 في 27/8/1412 هـ والمعدل بالأمر الملكي رقم أ/21 في 30/3/1414 هـ الذي يقسم المملكة العربية السعودية إلى ثلاث عشرة منطقة تصبح منطقة الرياض إحدى هذه المناطق.

## التقسيم الإداري

### الإمارة
هي بمثابة الحكومة الإقليمية للمنطقة، وتتبع وزارة الداخلية ومقر الإمارة مدينة الرياض، وأميرها فيصل بن بندر بن عبد العزيز آل سعود.

#### أهداف ومهام الإمارة
تتمثل أهداف ومهام إمارة منطقة الرياض بالنقاط التالية:
- 1. تمثيل خادم الحرمين الشريفين في المنطقة.
- 2. التأكد من تحقيق سير العدالة في المنطقة.
- 3. العمل على حفظ الأمن في المنطقة.
- 4. العمل على توفير كافة الخدمات لمواطني المنطقة بالتعاون والتنسيق مع الجهات الحكومية والمشاركة في مراحل

التخطيط لكافة الخدمات.
- 5. التأكد من كفاءة وفاعلية الخدمات التي تقدم لمواطني المنطقة، والعمل على تحسين وتطوير تقديم تلك الخدمات.
- 6. تلقي شكاوي واستدعاءات المواطنين والنظر في أمورهم والعمل على تلبية مطالبهم وحل مشكلاتهم.

## الإمارات والمراكز التابعة للإمارة
بعد صدور الأمر الملكي الصادر في عام 1351هـ باستبدال مسمى (مملكة الحجاز ونجد وملحقاتها) بمسمى (المملكة العربية السعودية، اندمجت بذلك أقاليم نجد والأحساء والحجاز وعسير في كيان واحد، واستمرت هذه الأقاليم أساس للتقسيمات الإدارية والمحلية، كالآتي:
1. مقاطعة نجد.
2. مقاطعة الأحساء.
3. مقاطعة عسير.
4. مقاطعة الحجاز.

وفيما يخص مقاطعة نجد، فقد كانت تدار من العاصمة الرياض، وتم تقسيم هذه المقاطعة إلى ثلاثة أقسام رئيسية هي:
أ/ منطقة نجد، وضمت ثماني إمارات، هي:
- حوطة بني تميم.
- الحريق.
- وادي الدواسر.
- الوشم.
- سدير.
- المحمل.
- الخرمة.
- بيشة.

إلى جانب خمس إمارات قبلية كانت مرتبطة مباشرة بمركز منطقة نجد، وهي:
- إمارة سبيع والسهول.
- إمارة بني زيد بالدوادمي.
- إمارة قحطان.
- إمارة مطير.
- إمارة آل شامر في علية.

ب/ منطقة القصيم: ومركزها بريدة وتضم إمارات عدة هي:
- بريدة.
- عنيزة.
- الرس.
- البكيرية.
- المذنب.

ج/ منطقة جبل شمر، ومركزها حائل، وتضم إمارات عدة هي:
- حائل.
- تيماء.
- خيبر.

وفي عام 1373هـ صدر مرسوم ملكي يقضي بإنشاء مجلس الوزراء وتخلل ذلك تشكيل وزارات عدة، وقد أُلغي بهذا المرسوم نظام مجلس الوكلاء الذي كان يترأسه صاحب السمو الملكي الأمير فيصل النائب عن الملك عبد العزيز في الحجاز وقسمت المملكة العربية السعودية إلى إمارات ترتبط بوزارة الداخلية، وهي:
1. أربع مقاطعات وهي: مقاطعة الرياض، ومقاطعة القصيم، ومقاطعة الشرقية، ومقاطعة الحدود الشمالية.
2. ست عشرة إمارة وهي: (إمارة جازان، وإمارة ينبع، وإمارة القنفذة، وإمارة عسير، وإمارة جدة، وإمارة المدينة المنورة، وإمارة تربة، وإمارة بيشة، وإمارة الليث، وإمارة نجران، وإمارة القريات، وإمارة رابغ، وإمارة الجوف، وإمارة الخرمة، وإمارة بلجرشي، وإمارة الطائف).
3. قائم مقام جدة، وقائم مقام العصمة (يقصد بالعاصمة مكة المكرمة).

وفي عام 1393هـ صدرت الموافقة من المقام السامي الكريم على قرار لجنة الإصلاح الإداري والذي يقضي بإعادة تنظيم وزارة الداخلية. وبعد صدور الموافقة أصبح يتبع وزارة الداخلية تسع عشرة إمارة منها بميزانيات مستقلة مرتبطة إداريًا بصاحب السمو وزير الداخلية وسمو نائبه بشكل مباشر، وهذه الإمارات هي: (إمارة منطقة الرياض، إمارة منطقة مكة المكرمة، إمارة المنطقة الشرقية، إمارة منطقة المدينة المنورة، إمارة منطقة القصيم، إمارة منطقة تبوك، إمارة منطقة حائل، إمارة منطقة الحدود الشمالية، إمارة منطقة عسير).
بالإضافة إلى عشر إمارات أخرى ترتبط من ناحية إدارية بوكيل وزارة الداخلية، وميزانيتها ضمن ميزانية ديوان الوزارة؛ لعدم اكتمال تشكيلها الإداري والتنظيمي وهي: (إمارة الجوف، إمارة القريات، إمارة بيشة، إمارة ينبع، إمارة رنية، إمارة عفيف، إمارة الخاصرة، إمارة جازان، إمارة نجران، إمارة الباحة).
وفي عام 1395هـ صدر قرار وزاري يقضي بتعديل تبعية خمس من الإمارات المرتبطة بالديوان العام لوزارة الداخلية. وبناء عليه أصبحت إمارة ينبع تابعة لإمارة منطقة المدينة المنورة، وإمارة رنية تابعة لإمارة مكة المكرمة، وإمارة بيشه تابعة لإمارة عسير، وإمارتي العفيف والخاصرة تتبعان إمارة منطقة الرياض. وبهذا أصبحت المملكة العربية السعودية تنقسم من ناحية إدارية إلى ثلاثة عشر إمارة هي:
1. إمارة منطقة الرياض.
2. إمارة منطقة مكة المكرمة.
3. إمارة منطقة المدينة المنورة.
4. إمارة المنطقة الشرقية.
5. إمارة منطقة القصيم.
6. إمارة منطقة حائل.
7. إمارة منطقة تبوك.
8. إمارة منطقة الجوف.
9. إمارة منطقة الحدود الشمالية.
10. إمارة منطقة عسير.
11. إمارة منطقة نجران.
12. إمارة منطقة الباحة.
13. إمارة منطقة جازان.

وفي هذا التنظيم أصبح يتبع إمارة منطقة الرياض، خمس وعشرون إمارة فرعية، وهي:
1. الأفلاج.
2. حوطة بني تميم.
3. ثادق.
4. الحريق.
5. الخرج.
6. حريملاء.
7. الدرعية.
8. رماح.
9. الدوادمي.
10. السليل.
11. الزلفي.
12. ضرما.
13. شقراء.
14. القويعية.
15. المجمعة.
16. وادي الدواسر.
17. العيينة والجبيلة.
18. مرات.
19. الخاصرة.
20. عفيف.
21. الغاط.
22. المزاحمية.
23. الحائر.
24. بنبان- هيت.
25. عرقة.

## أمراء منطقة الرياض منذ تأسيس المملكة

أمراء منطقة الرياض منذ تأسيس المملكة العربية السعوديـة.

## أمراء منطقة الرياض منذ تأسيس المملكة[10]
| م  | الاسم                          | التاريخ الهجري | التاريخ الميلادي |
| -- | ------------------------------ | -------------- | ---------------- |
| 1  | محمد بن سعد بن زيد             | 1348 - 1355    | 1929 - 1936      |
| 2  | ناصر بن عبد العزيز             | 1356 - 1366    | 1937 - 1947      |
| 3  | سلطان بن عبد العزيز            | 1366 - 1372    | 1947 - 1952      |
| 4  | نايف بن عبد العزيز             | 1372 - 1374    | 1952 - 1955      |
| 5  | سلمان بن عبد العزيز            | 1374 - 1380    | 1955 - 1960      |
| 6  | فواز بن عبد العزيز             | 1380 - 1381    | 1960 - 1961      |
| 7  | بدر بن سعود بن عبد العزيز      | 1381 - 1382    | 1961 - 1963      |
| 8  | سلمان بن عبد العزيز            | 1382 - 1432    | 1963 - 2011      |
| 9  | سطام بن عبد العزيز             | 1432 - 1434    | 2011 - 2013      |
| 10 | خالد بن بندر بن عبد العزيز     | 1434 - 1435    | 2013 - 2014      |
| 11 | تركي بن عبد الله بن عبد العزيز | 1435 - 1436    | 2014 - 2015      |
| 12 | فيصل بن بندر بن عبد العزيز     | 1436 -الآن     | 2015 -الآن       |

## جغرافيا

### الموقـع
تقع منطقة الرياض وسط المملكة العربية السعودية ما بين درجات الطول 4200 و 4817 شرقا ودرجات العرض 1900 و 2745 شمالا ويحدها من الشمال منطقة القصيم ومن الشرق المنطقة الشرقية ومن الجنوب منطقة نجران وأجزاء من المنطقة الشرقية ومن الغرب منطقة مكة المكرمة ومنطقة عسير والمدينة المنورة.

### المساحة
تبلغ مساحة منطقة الرياض حوالي (380.000 كلم2) أو ما يعادل نحو 19.5% من مساحة المملكة وهي بهذه المساحة تحتل المركز الثاني بعد المنطقة الشرقية التي تعادل مساحتها ثلث مساحة المملكة العربية السعودية تقريبا.

### السكان
تعداد السعودية 2022
جاءت منطقة الرياض الأول في ترتيب مناطق السعودية من حيث عدد السكان بنسبة 26,7%، وبلغ عدد سكان المنطقة (8,591,748) نسمة حسب تعداد السعودية 2022، عدد السعوديين (4,439,210)، وعدد غير السعوديين (4,152,538) نسمة.

### الخصائص السكانية
تعد الرياض واحدة من أسرع مدن العالم نمواً بما في ذلك النمو السكاني الذي شهد قفزات متوالية عبر السنوات العشر الأخيرة وذلك بمعدل 4.2% خلال الفترة من 1425هـ - 1417 هـ ونسبة 4% خلال العام الماضي 1430هـ.
ففي بداية السبعينات الهجرية لم يتجاوز سكان المدينة مائة ألف نسمة، غلبت عليهم الأصول العائلية المتقاربة، واتسمت حياتهم بإيقاع موحد في المعاش والأنشطة، والآن يعيش في المدينة ما يزيد على 4.8 ملايين نسمة من أكثر من خمسين دولة، تتعدد لغاتهم وثقافتهم واهتماماتهم.
إذ وفقاً لنتائج البحث السكاني لعام 1430 هـ بلغ عدد سكان مدينة الرياض ما يزيد عن 4.8 مليون نسمة مقارنة بحوالي 4.6 مليون نسمة عام 1428 هـ (2007 م)، بنسبة نمو 4% وبحسب نتائج البحث السكاني لعام 1430هـ (2009 م) مثّل السعوديون ما نسبته 68% منهم 55% من الذكور وفي المقابل مثّل الإناث 45%. أما غير السعوديين فقد مّثلوا 32%.

### المناخ
يسود منطقة الرياض مناخ صحراوي قاري يتميز بالحرارة جاف في فصل الصيف بارد في فصل الشتاء مع أمطار متوسطة وغير مضمونة، ومدى حراري يومي وفصلي كبير. يبلغ معدل درجة الحرارة في منطقة الرياض 25 درجة مئوية، فترتفع في الصيف إلى أكثر من 50 درجة مئوية وتنزل في الشتاء إلى صفر درجة مئوية، ويبلغ معدل الرطوبة 33.1% ومعدل الأمطار السنوية 84.4 مم. كما تتعرض المنطقة لبعض العواصف الرملية.

### التضاريس
تحوي منطقة الرياض تضاريس متنوعة تختلف في الغرب عن الشـرق، ففي الغرب تسود الصخور النارية التي تتميز بصخورها الصلبة، وفي الشرق تسود الصخور الرسوبية الأقل صلابة ـ وقد أدت عوامل التعرية المختلفة إلى وجود مظاهر تضاريسية مختلفة، كما قسمت المجاري المائية الهضبة الرئيسية إلى مجموعة من الهضاب، وتنتشر في عالية نجد الأودية العملاقة ذات المجاري الطويلة التي تنحدر روافدها العليا من قمم جبال الحجاز.
وتشغل سافلة نجد الرسوبية معظم مساحة منطقة الرياض وتتألف من مجموعة من الحافات الصخرية والهضاب والسهول وبحار الرمال، وتنكشف الصخور الرسوبية في الرف العربي في وسط شبه الجزيرة العربية بصورة جيدة ورائعة في حزام مقوس كبير على امتداد الحافة الشرقية للدرع العربي مكونة حافات متماثلة في اتجاه الميل ذات مظهر أخاذ وهي تواجه الغرب. وترجع نشأة ظاهرة الحافات في النطاق الأوسط من المملكة العربية السعودية إلى وجود تتابع من طبقات صخرية رسوبية متفاوتة في مدى مقاومتها لعمليات التعرية المائية وتتشكل الحافات تبعاً لنشاط تعرية نهرية يكون في النهاية ما يسمى بنظام تصريف الحافة الذي يتكون من أربعة أنواع رئيسية من الأنهار هي:
الأودية والأنهار التابعة الأصلية :
وهي التي يتفق اتجاه جريانها مع اتجاه ميل الطبقات الصخرية، وتخترق الحافـات كلها لأنها سـابقة لتشكلها مثل وادي الرمة ووادي السهباء ووادي الدواسر (محافظة)، وتسمى جيولوجيًا بالأودية الميلية.
الأودية أو الأنهار التالية :
وهي التي يتفق اتجاه جريانها مع اتجاه مضارب الطبقات أي الاتجاه المتعامد على اتجاه ميل الطبقات الصخرية وتسمى بالأودية المضربية، مثل وادي حنيفة.
الأودية أو الأنهار العكسية : وهي التي تنحدر على واجهات الحافات وتقـوم بتقطيعها وخلق الفرائد والشواهد المنفصلة عن مقدمة الحافات، وهي المسؤولة عن تراجعها للخلف وتتصف هذه الأودية بشدة الانحدار وتنحدر في اتجاه معاكس لاتجاه ميل الطبقات الصخرية وتسمى بالأودية ضد الميلية.
الأودية أو الأنهار التابعة الثانوية:
وهي التي تنحدر على ظهر الحافة أي على الصفراء ويتفق اتجاه انحدارها مع اتجاه ميل الطبقات، وتسمى بالأودية الميلية الثانوية مثل أودية القدية ونمار ولبن التي تنحدر على صفراء طويق وتنتهي إلى وادي حنيفة الذي يمثل واديا تاليا.
وجدير بالذكر أن أعلى نقطة في منطقة الرياض هو جبل صبحا (يذبل) جنوب غرب القويعية الذي يبلغ ارتفاعه 1524 متراً فوق مستوى سطح البحر، كما أن حصاة قحطان ـ الحصاة الدنيا ـ تعد ثاني أرفع المناطق في منطقة الرياض حيث يبلغ ارتفاعها 1504 أمتار. يليه جبل صيحة بارتفاع 1395مترًا، ثم جبل بدوة بارتفاع 1391 مترًا، جبل النير بارتفاع 1307 مترًا، ثم أعلى نقطة في جبال طويق وهي فريدة شنة جنوب حفيرة نساح بارتفاع 1170 مترًا. تُعد المنطقة الواقعة شرق الحيانية أعلى مناطق جبال طويق، يتراوح ارتفاعها بين 1139 و 1141 متراً. أما أدنى نقطة منخفضة فيها فتقع قرب قلمة الحجرة شرقي الدهناء والتي يبلغ ارتفاعها 297 متراً.

## محافظات ومدن المنطقة
توجد بالمنطقة اثنتان وعشرون محافظة وعاصمتها الإدارية هي الرياض، ومحافظات منطقة الرياض هي:
- 1: محافظة الدرعية:

هي المحافظة الأولى في المملكة ويحدها من الشمال محافظة حريملاء ومن الجنوب محافظة ضرما ومدينة الرياض ومن الشرق مدينة الرياض ومن الغرب حريملاء ومحافظة ضرما وتبلغ مساحتها (2020 كلم2) ويبلغ عدد سكانها (95,834) نسمة حسب تعداد السعودية 2022. وهي عاصمة الدولة السعودية الأولى والدولة السعودية الثانية ويوجد بها بيوت أثرية للأسرة السعودية المالكة بنيت قديما على أنقاض مدينة حجر عاصمة اليمامة.
- 2: محافظة المجمعة:

يحدها من الشمال المنطقة الشرقية ومنطقة القصيم، ومن الجنوب محافظة ثادق ومحافظة شقراء ومن الشرق محافظة رماح ومن الغرب محافظة الزلفى ومحافظة الغاط، وتبلغ مساحتها (30000 كلم2)، ويبلغ عدد سكانها (151,877) نسمة حسب تعداد السعودية 2022، ومدينة المجمعة تقع في موقع استراتيجي حيث يلتقي طريق الرياض القصيم المدينة المنورة السريع المتجه من الجنوب إلى الشمال الغربي مع طريق الكويت - حفر الباطن - مكة المكرمة المتجه من الشرق إلى الغرب، مما أكسبها موقعا متميزا. ومن الأماكن التاريخية بمحافظة المجمعة قلعة قديمة تسمى المرقب.
- 3: محافظة الغاط:

يحدها من الشمال محافظة الزلفي، ومن الجنوب محافظة شقراء، ومن الشرق محافظة المجمعة، ومن الغرب منطقة القصيم. وتبلغ مساحتها (2690 كلم2) ويبلغ عدد سكانها (10,799) نسمة حسب تعداد السعودية 2022، وتتميز بطبيعتها الجغرافية، وتوجد بها القرية التراثية الفائزة بالجائزة العالمية 2011م.
- 4: محافظة الخرج:

تقع جنوب منطقة الرياض ويحدها من الشرق المنطقة الشرقية، ومن الغرب محافظة المزاحمية ومحافظة الحريق، ومن الجنوب محافظة الأفلاج، ومن الشمال مدينة الرياض، وتبلغ مساحتها (19790 كلم2) ويبلغ عدد سكانها (373,177) نسمة حسب تعداد السعودية 2022. ومن الآثار والأماكن التاريخية بمحافظة الخرج ـ قصر مشرف ـ بلدة اليمامة.
- 5: محافظة الدوادمي:

يحدها من الشمال منطقة القصيم، ومن الجنوب محافظة القويعية، ومن الغرب منطقة القصيم ومحافظة عفيف، ومن الشرق محافظة شقراء ومركز مرات. وتبلغ مساحتها (30580 كلم2) ويبلغ عدد سكانها (200,620) نسمة حسب تعداد السعودية 2022. ومن الآثار القديمة بمحافظة الدوادمي قصر الملك عبد العزيز.
- 6: محافظة القويعية:

يحدها من الشمال محافظة الدوادمي ومركز مرات، ومن الجنوب محافظة وادي الدواسر، ومن الشرق محافظة الحريق ومحافظة المزاحمية ومحافظة الأفلاج، ومن الغرب محافظة عفيف، وتبلغ مساحتها (50580 كلم2) و بلغ عـدد سكانها (71,410) نسمة حسب تعداد السعودية 2022. ومن معالمها التاريخية عرض باهلة وجبل صبحاء (يذبل) ومنجم وادي الخنقة ومنجم الأمار.
- 7: وادي الدواسر (محافظة):

ويحدها من الشمال محافظة القويعية، ومن الجنوب منطقة نجران، ومن الشرق محافظة السليل ومحافظة الأفلاج، ومن الغرب منطقة عسير ومنطقة مكة المكرمة، وتبلغ مساحتها (48900 كلم2)، ويبلغ عدد سكانها (91,535) نسمة حسب تعداد السعودية 2022. ومن الآثار والأماكن التاريخية في المحافظة قصر الحكومة في الخماسين، وقصر باطوق وبهجة، وقرية الفاو الأثرية.
- 8: محافظة الأفلاج:

يحدها من الشمال محافظة الخرج ومحافظة حوطة بنى تميم، ومن الجنوب محافظة السليل، ومن الشرق المنطقة الشرقية، ومن الغرب محافظة وادي الدواسر (محافظة) ومحافظة القويعية. وتبلغ مساحتها (54120 كم2) ويبلغ عدد سكانها (54,544) نسمة حسب تعداد السعودية 2022. ومن الآثار والأماكن التاريخية بالمحافظة جبل التوباد، وقصر سلمى.
- 9: محافظة الزلفي:

يحدها من الشمال والغرب منطقة القصيم، ومن الجنوب محافظة الغاط، ومن الشرق محافظة المجمعة، وتبلغ مساحتها (5540 كلم 2)، ويبلغ عدد سكانها (74,903) نسمة حسب تعداد السعودية 2022.
- 10: محافظة شقراء:

يحدها من الشمال محافظة الغاط، ومن الجنوب محافظة مرات، ومن الشرق محافظة المجمعة ومحافظة ثادق، ومن الغرب محافظة الدوادمي وتبلغ مساحتها (4110 كلم2)، ويبلغ عدد سكانها (46,403) نسمة حسب تعداد السعودية 2022.
- 11: محافظة حوطة بني تميم:

يحدها من الشمال محافظة الخرج ومحافظة الحريق، ومن الجنوب محافظة الأفلاج، ومن الشرق محافظة الخرج والأفلاج، ومن الغرب محافظة الحريق، وتبلغ مساحتها (7350 كلم2)، ويبلغ عدد سكانها (41,854) نسمة حسب تعداد السعودية 2022. ويوجد بمركز الحلوة التابع لمحافظة حوطة بني تميم قلعة الإمام تركي.
- 12: محافظة عفيف:

يحدها من الشمال منطقة القصيم، ومن الجنوب منطقة مكة المكرمة، ومن الشرق محافظة القويعية ومحافظة الدوادمي، ومن الغرب منطقة المدينة المنورة، وتبلغ مساحتها (26810 كلم2) ويبلغ عدد سكانها (71,616) نسمة حسب تعداد السعودية 2022.
- 13: محافظة السليل:

يحدها من الشمال محافظة الأفلاج، ومن الجنوب منطقة نجران، ومن الشرق المنطقة الشرقية، ومن الغرب محافظة وادي الدواسر (محافظة). وتبلغ مساحتها (42420 كلم2)، ويبلغ عدد سكانها (35,271) نسمة حسب تعداد السعودية 2022.
- 14: محافظة ضرما:

يحدها من الشمال محافظة الدرعية ومحافظة حريملاء، ومن الجنوب محافظة المزاحمية، ومن الشرق مدينة الرياض ومحافظة الدرعية، ومن الغرب محافظة مرات. وتبلغ مساحتها (2060 كلم2)، ويبلغ عدد سكانها (26,299) نسمة حسب تعداد السعودية 2022.
- 15: محافظة المزاحمية:

يحدها من الشمال محافظة ضرما، ومن الجنوب محافظة الحريق، ومن الشرق مدينة الرياض ومحافظة الخرج، ومن الغرب محافظة القويعية. وتبلغ مساحتها (3580 كلم2) ويبلغ عدد سكانها (62,760) نسمة حسب تعداد السعودية 2022.
- 16: محافظة رماح:

يحـدها من الشمال المنطقة الشرقية، ومن الجنوب مدينة الرياض، ومن الشرق المنطقة الشرقية، ومن الغرب محافظة المجمعة ومحافظة ثادق ومحافظة حريملاء. وتبلغ مساحتها (15900 كلم2)، ويبلغ عدد سكانها (35,683) نسمة حسب تعداد السعودية 2022.
- 17: محافظة ثادق:

يحدها من الشمال محافظة المجمعة، ومن الجنوب محافظة حريملاء، ومن الشرق محافظة حريملاء، ومن الغرب محافظة شقراء ومحافظة مرات. وتبلغ مساحتها (5600 كلم2)، ويبلغ عدد سكانها (12,510) نسمة حسب تعداد السعودية 2022.
- 18: محافظة حريملاء:

يحدها من الشمال محافظة رماح ومحافظة ثادق، ومن الجنوب محافظة الدرعية ومحافظة ضرما، ومن الشرق مدينة الرياض ومحافظة رماح، ومن الغرب محافظة ثادق. وتبلغ مساحتها (1480 كلم2)، ويبلغ عدد سكانها (21,758) حسب تعداد السعودية 2022. ومن الآثار التاريخية بمحافظة حريملاء منزل الإمام محمد بن عبد الوهاب، وجامع القراشة، وجبل القطار.
- 19: محافظة الحريق:

يحدها من الشمال محافظة المزاحمية ومحافظة الخرج، ومن الجنوب محافظة حوطة بني تميم ومحافظة االأفلاج، ومن الشرق محافظة الخرج ومحافظة حوطة بني تميم، ومن الغرب محافظة القويعية. وتبلغ مساحتها (6790 كلم2)، ويبلغ عدد سكانها (10,864) نسمة حسب تعداد السعودية 2022.
- 20: محافظة مرات:

تقع في منطقة الوشم إلى الشمال الغربي من مدينة الرياض بين دائرة عرض 40 - 25 درجة شمالاً وبين خط طول 45 - 45 درجة شرقاً، تبعد عن مدينة الرياض 143 كم تقريباً، ومساحتها الجغرافية حسب النطاق الإداري (90×100 كم). يحد مرات من الجنوب محافظتا القويعية وضرما، ومن الشمال محافظة شقراء ومن الشرق محافظتا ثادق وحريملاء، ومن الغرب محافظة الدوادمي، وبلغ عدد سكانها (2,982) نسمة حسب تعداد السعودية 2022.
- 21: محافظة الدلم تقع في جنوب محافظة الخرج، ويحدها من الجنوب محافظة حوطة بني تميم بين خطي الطول 47 و48 درجة شرق خط جرينتش، وما بين خطى الطول 23.55 و24.5 درجة شمال خط الاستواء، وترتفع عن مستوى سطح البحر 1360 قدمًا. بلغ عدد سكانها (54,822) نسمة حسب تعداد السعودية 2022. وتعد من أقدم الأماكن وأعرقها في نجد، وتتبع لها عدة مراكز وقرى من ضمنها مركز نعجان والضبيعة وماوان والخبي.
- 22: محافظة الرين

وهي محافظة تم استحداثها بفصل النصف الجنوبي من محافظة القويعية وأصبح يتبع إداريا لمحافظة الرين. وتبعد عن مدينة الرياض مسافة 160 كم، وبغ عدد سكانها (28,243) نسمة حسب تعداد السعودية 2022.

## التعليم
مر التعليم في منطقة الرياض بعدة مراحل، بدأت بالكتاتيب في المنازل والمساجد ومرورًا بمدارس خاصة أنشأها متطوعون وإنتهاءًا بتأسيس المدارس النظامية.

### مرحلة الكتاتيب:
الكتاتيب هي جمع كُتَّاب وهو موضع لتعليم صغار السن من الجنسين القراءة والكتابة. تتميز طريقة الكتاتيب في اعتمادها على شخص واحد لتعليم بقية الطلاب، أما المنهج فهو تلقين الطلاب قراءة القرآن و تعليمهم حروف الهجاء والأبجدية والحساب والكتابة، والتي تتم عبر ألواح من الخشب تؤخذ عادة من شجرة الأثل ويكون طول اللوح 40 سم وعرض 20 سم وسماكة سنتيمترين وفي أعلاه مقبض يُثبت به عن طريق الجبس أو الحجر الرملي الأبيض. أما القلم يقص من أغصان الشجر الصلب أو من أعواد القصب والعصفر ذات الأغصان المجوفة أو من ريش الطيور.يُحضر الحبر من قشر الرمان والسنو (مادة فحمية سوداء تترسب أسفل المقرصة) ويضاف إليه الملح والصمغ والماء، وبعد غليه على النار يصبح جاهزًا. يقسم وقت الدراسة للأولاد على ثلاثة فترات بينما فترتين للفتيات، يبدأ في وقت الضحى لمدة ساعتين والفترة الثانية بعد الظهر حتى أذان العصر والثالث يكون بعد صلاة العصر.لا توجد إيرادات ثابتة لمعلمي ومعلمات الكتاتيب، تُحدد ميزانية الكتاتيب على حسب الظروف الإقتصادية لأهالي المنطقة ويتم الدعم إما عبر منح مقابل مادي أو عيني، وأحيانًا تخصيص أوقاف لسد حاجة المعلمين اليومية وليكفيهم مؤونة البحث عن الرزق والتفرغ لتعليم الطلاب. تختلف درجة التحصيل العلمي من طالب لآخر، فهي مرتبطة بالمقدرة الشخصية للطالب وهمته والمدة التي يمضيها في الدراسة، فإذا أكمل الطالب حفظ القرآن الكريم كاملًا وأجاد القراءة والكتابة، أٌقيم له حفلًا يتخلله بعض الأناشيد والهدايا بحضور الأهالي وتقام الولائم للحاضرين.
يعد الشاعر جرير التميمي (ت 110 هـ) والذي عاش في اليمامة (نجد حاليًا) أقدم من ذَكر وجود الكتاتيب بمنطقة الرياض في أبيات شعرية له: هذه دواة معلم الكتاب. والشاهد من قوله هو دلالة على وجود الكتاتيب في عصره ووجود معلمين يستعملون الدواة التي تُحفظ فيها الأحبار. يذكر كتاب الموشح في مآخذ العلماء على الشعراء أن حماد الراوية قرأ على ذي الرمة (عاش في نجد، ت177هـ) شعره، فرآه قد ترك في الخط لامًا، فقال له حماد: وإنك لتكتب؟ قال: اكتم عليّ، فإنه كان يأتي باديتنا خطاط يعلمنا الحروف تخطيطًا في الرمل في الليالي القمر، فاستحسنتها فثبتت في قلبي ولم تخطّها يدي. وفي رواية أخرى عن عيسى بن عمر قال: كنت في يوم من أيامي أقرأ على ذي الرمة شيئًا من شعره، فقال لي: أصلح هذا الحرف. فقلت: وإنك لتكتب؟ قال: نعم، قدم علينا حضري لكم فعلمنا الخط في الرمل.
أسهمت العديد من النساء في المسيرة العلمية بمنطقة الرياض خلال مرحلة الكتاتيب، منهن: لطيفة بنت إبراهيم بن محمد أبا الغنيم المولودة في بلدة جلاجل، تعلمت على يد والدها أمير جلاجل حينها، أجادت القراءة والكتابة وبدأت تعليم النساء في بلدة شقراء بعد زواجها من الأمير حمد بن يحيى بن غيهب. لطيفة بنت عبدالعزيز بن عبدالله الحصين، درست الفتيات الصغار في بلدة ثرمداء. منيرة بنت سلطان العجمي، درست في بيتها في شقراء. هيا بنت سلطان العجمي، درست في بيتها في شقراء في مطلع القرن 14 هـ. حصة بنت محمد بن دعيج، درَّست في بيت زوجها عبدالرحمن الزيد في سوق المقاديم بشقراء. منيرة بنت عبدالله الصالح، درَّست الفتيات القراءة والكتابة وقراءة القرآن الكريم في شقراء، تعلم على يدها كثير من الفتيات خلال العقد الرابع والخامس من القرن 14 هـ. حصة بنت محمد العبدالكريم، ولدت عام 1320 هـ، تعلمت على يد والدتها منيرة الصالح ووالدها، عُرف عنها دماثة الخلق والهدوء وحب الخير والتسامح مع الطالبات، تقدر الدفعة الواحدة من الطالبات لديها ما بين 30 إلى 40 طالبة من مختلف الأعمار. وغيرهن كثير من المعلمات.

### مرحلة المدارس الخاصة:
بدأ أهالي منطقة الرياض بتخصيص مباني مدرسية للطلاب بدلًا من الغرف الجانبية في المنازل، اُستحدثت المدارس الخاصة غالبًا بجانب المساجد وبجهود فردية، منها:
- مدرسة ابن مفيريج،[19] تأسست في مدينة الرياض[20] عام 1879م / 1297هـ من قبل الشيخ عبدالرحمن بن مفيريج (المولود سنة 1270هـ)،[21] أُتخذت الكتابة على الألواح كطريقة لتعلم الأحرف والآيات القرآنية، خُصص مقابل مادي يسير للمعلمين نظير جهودهم بتعليم الطلاب كمنحهم حصاد القمح أو من موسم خراف النخيل. خلال عصر الدولة السعودية الثالثة تحسن الوضع المادي للمُعلمين في المدرسة، وتم تخصيص راتب شهري لكل مُعلم، وهو عشرة أصواع أرز، ونصف قلة تمر، وصاعان سكر، وصاعان من القهوة، ونصف صاع هيل، ونصف صاع شاهي مع مبلغ مالي في الأعياد. درس في مدرسة ابن مفيريج عدد من الأمراء، منهم: الأمير عبدالله بن جلوي بن تركي آل سعود، والأمير مساعد بن عبدالرحمن بن فيصل آل سعود، الأمير تركي الأول بن عبدالعزيز آل سعود، والملك سعود بن عبدالعزيز آل سعود، والأمير منصور بن عبدالعزيز آل سعود والأمير خالد بن عبدالعزيز آل سعود، الأمير مساعد بن عبد الرحمن والملك فهد بن عبدالعزيز آل سعود، والأمير سعود بن هذلول، أمير القصيم سابقاً، والأمير فهد بن فيصل بن فرحان، أمين الرياض سابقاً، هذا ما ذكره الأستاذ الباحث والراوية فهد بن مفيريج في نبذته عن جدّه الشيخ عبدالرحمن بن مفيريج.[22] أغلقت المدرسة عام 1380هـ.
- مدرسة الحسيني شمال غرب شقراء، تأسست عام 1311هـ الموافق 1893م على يد عبدالله بن مصطفى.[23]
- مدرسة شيحان: تأسست في حي المدابغ جنوب شقراء عام 1316هـ الموافق 1898م.[23]
- مدرسة أحمد الصانع، أحد المدارس القديمة الواقعة في المجمعة، أسَّس المدرسة الشيخ أحمد بن صالح الصانع في مدينة المجمعة عام 1336 هـ الموافق 1918م،[24] وكانت في بداياتها حجرة واحدة، ولما كثر اقبال الطلاب عليها اتخذ مكاناً واسعاً يقع في الجهة الجنوبية الغربية من الجامع القديم،[25] بُنيت المدرسة بطريقة ساحة مكشوفة بالمنتصف وأروقة تقوم سقوفها على أعمدة منضودة من خرز حجري بشكل أسطواني ومبطنة بالجص٬ وللأعمدة أقواس وعقود. كما يوجد في فناء المدرسة الداخلي دَّكات ربما كانت تستخدم لجلوس الطلبة، ويوجد في الجدران عدد من المشكاوات، وقد استخدم خشب الأثل في حمل السقف المغطى بجريد النخل وسعفه ثم الطين. رُممت المدرسة عام 1420 هـ.[26]

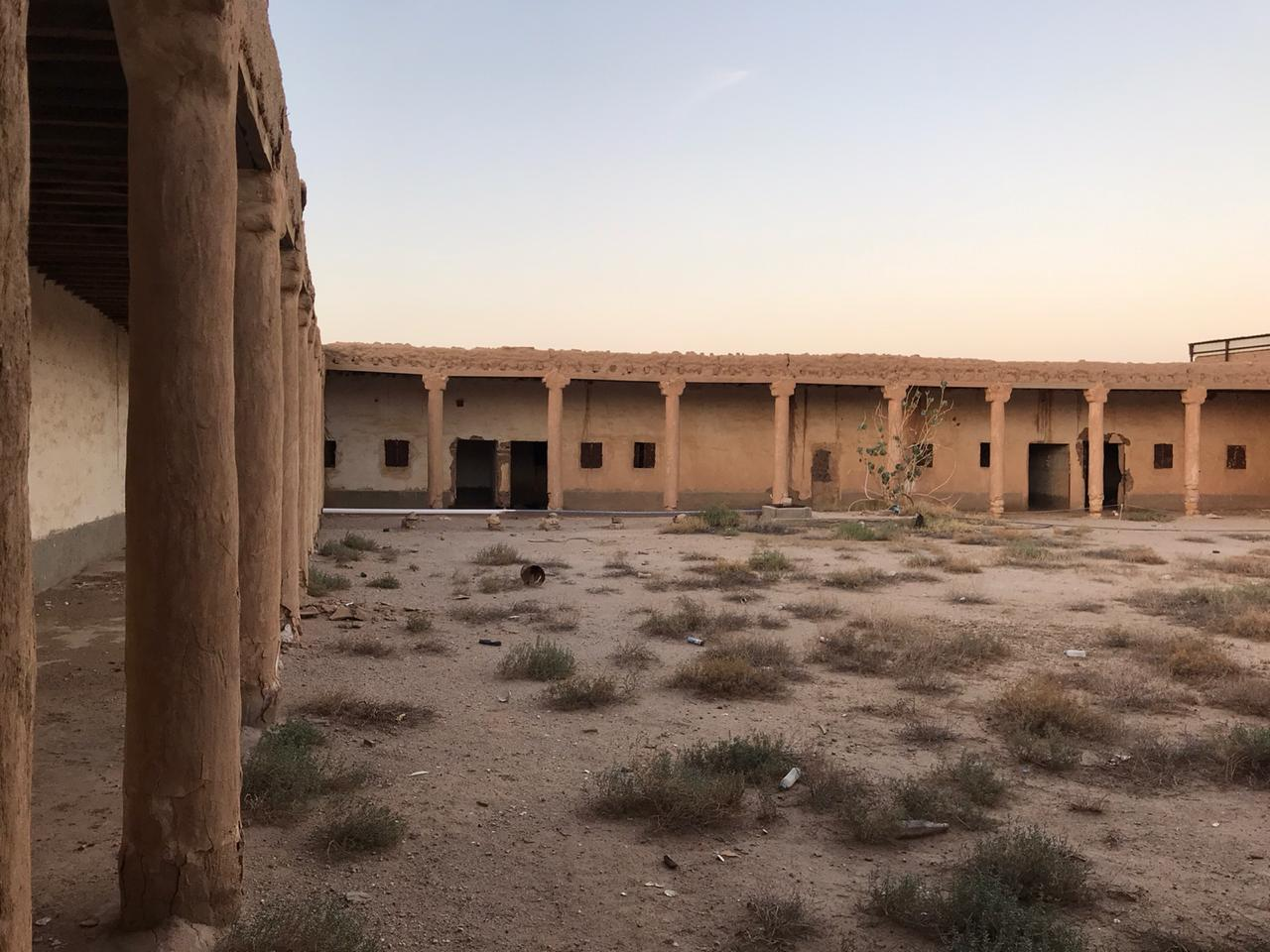
أطلال مدرسة عروى التراثية في محافظة الدوادمي

- أطلال مدرسة عروى التراثية في محافظة الدوادمي مدرسة باب العقدة: سميت مدرسة السليمي أيضًا نسبة لمعلمها والقائم عليها محمد بن عبدالله السليمي، افتتحت عام 1351هـ الموافق 1932م.[23]
- مدرسة عروى التراثية في محافظة الدوادمي.
- مدرسة غسلة الأولى في منطقة الوشم.
- مدرسة ابن مصيبيح
- مدرسة ابن خثران في وسط حلة دخنة بالرياض، قرب سورها الجنوبي وتعنى بتعليم القرآن الكريم.[27]
- مدرسة آل يحيان تدعى مدرسة خالد وهي ملتصقة بالمسجد الذي شيده الأمير خالد بن سعود في الرياض، قرب قصر الحكم.[27]
- مدرسة آل فهيد قرب مسجد الظهيرة، أشرف عليها محمد وعبدالله آل فهيد وتعنى بقراءة القرآن وتعليم الخط.[27]
- مدرسة الشرقية قرب مسجد حلة الشرقية بمدينة الرياض.[27]
- مدرسة ابن هزّاع شرق مدينة الرياض، قرب مسجد الحلة وتعد أقدم مدارس الرياض، أوقفها الإمام فيصل بن تركي، بقربها دارًا وبستانًا، درّس فيها الشيخ عبدالرحمن بن هزاع ومحمد بن حسين وغيرهما.[27]
- مدرسة ناصر بن حمدان يعد ناصر بن حمدان أحد أشهر معلمي مدينة الرياض القديمة، تقع مدرسته في حلة المريقب قرب مسجد المريقب غرب الرياض، تغير اسم المدرسة بعد وفاة مؤسسها إلى مدرسة سعيد بن نفيسه.[27]
- مدرسة ابن سليمان غرب الجامع الكبير في حلة المعيقلية، يعتمد منهجها على حفظ القرآن الكريم ومبادىء القراءة والكتابة.[27]
- مدرسة علي بن عبدالله اليماني بالقرب من مسجد الجفرة، غرب مدينة الرياض.[27]
- مدرسة محمد أبا حسين في الحلة القديمة شرق مدينة الرياض.[27]
- مدرسة عبدالله بن مديميغ شمال مدينة الرياض قرب سوق البيع.[27]
- مدرسة السناري من المدارس المميزة حينها، أسسها الشيخ محمد بن عبدالله السناري، يعتمد منهجها على تعلم الكتابة والقراءة والإملاء والحساب ومواد أخرى.[27][28]
- مدرسة ابن عبيد: سميت باسم معلمها عبدالرحمن بن عبيد، تقع غرب مسجد الإمام تركي بن عبدالله في شارع الثميري.[27]

بوابة مدخل جامعة الملك سعود في الرياض، أُفتتحت في يوم 14 ربيع الثاني 1377 هـ / 6 نوفمبر 1957.

- مدرسة الخيَّال في حي الظهيرة.

### مرحلة المدارس النظامية:
كان عام 1344هـ (1926م) هو بداية إنشاء مديرية المعارف العمومية بالمملكة، ومنذ ذلك الوقت بدأ اهتمام المملكة بنشر التعليم الحديث النظامي بشكل رسمي، بتاريخ 27 محرم 1346هـ (1927م) صدر مرسوم ملكي بتشكيل مجلس المعارف برئاسة مدير المعارف بهدف الإشراف على العملية التعليمية بالمملكة ووضع الأنظمة والمناهج. أنشأ الملك عبدالعزيز مدرسة الأمراء في الرياض عام 1349هـ لتكون اللبنة الأولى في مرحلة المدارس النظامية، بينما يذكر حمد الجاسر أن إنشاء مدرسة الأمراء كان بأمر من الملك عام 1350هـ (1930م) وفي مكان مجاور لقصر الحكم. قُسمت حينها مراحل المدرسة إلى ثلاث فصول، الفصل الأول الابتدائي الأول والفصل الثاني، والفصل الثالث، وحددت فترة الدراسة من الساعة السابعة صباحًا حتى العاشرة صباحًا. في منتصف عام 1355هـ صدر قرار بإنشاء تسعة مدارس في الرياض، الأحساء، القطيف، الجبيل، المجمعة، شقراء، بريدة، عنيزة، وحائل وقد عرف باسم "قرار إنشاء المدارس التسع في نجد والأحساء"، إلا أن القرار تأخر تنفيذه لبضعة سنوات. أُطلق على أول مدرسة نظامية في المجمعة اسم المدرسة السعودية الأولى. تأسس لاحقًا معهد الأنجال عام 1357هـ في الرياض، تضمنت مناهج المدرسة كل من مواد الدين والعلوم الحديثة واللغة العربية واللغة الإنجليزية والفرنسية. ثم تأسست مدرسة أبناء عبدالله السليمان الحمدان في مدينة الخرج عام 1361هـ (1942م)، تعد مدرسة كريمات الملك سعود الأهلية أول مدرسة نظامية في نجد تقدم التعليم الثانوي للفتيات وذلك في عام 1367هـ (1947م)، بدأت فكرة إنشاء المدرسة حينما فكر الملك سعود خلال ولايته للعهد في تعليم بناته التعليم الحديث وكان يطمح وراء تأسيس المدرسة تشجيع بقية الأهالي وفتح المجال لبناتهم كي يلتحقوا بالتعليم الحديث، كما حاول إرسال المعلمات إلى منازل الأهالي لإقناعهم إلى أهمية تعليم فتياتهم التعليم الحديث، في نفس العام تأسست مدرسة الرياض الأهلية (التذكارية) وبلغ عدد طلابها المسجلين في سنتها الأولى 775 طالبًا، ليزداد حتى عام 1372هـ إلى 2599 طالبًا، في عام 1369هـ (1950م) اُفتتحت 15 مدرسة نظامية بأنحاء منطقة الرياض بأمر من ولي العهد (حينها) الملك سعود بن عبدالعزيز، شملت المدن التالية: الروضة، ضرما، عرقة، الدرعية، الباطن، الحلوة، الحوطة، جلاجل، الشعراء، أشيقر، الأفلاج، وادي الدواسر، حريملاء، سدوس، المحمدي.
تُعد مدرسة الرياض الأهلية (المدرسة التذكارية) أول مدرسة بالرياض تُدخل برامج النشاط الطلابي في مناهجها، مثل المسرح المدرسي والتمثيليات والألعاب السويدية. ذكر حمد الجاسر أن أول مدرسة ثانوية حكومية للبنين افتتحت بالرياض كان في عام 1370هـ. ومن المدارس الأهلية للبنين: مدرسة التربية النموذجية الابتدائية والمتوسطة عام 1378هـ (1958م)، أما تعليم البنات فبدأ نظاميًا منذ عام 1379هـ (1959م) مع تأسيس الرئاسة العامة لتعليم البنات في مدينة الرياض. تأسست أول منشأة تعليمية للفتيات اليتيمات بالرياض عام 1375هـ في حي الشميسي في الرياض وأُطلق عليها مبرة اليتيمات بهدف رعاية وإنشاء اليتيمات النشأة الصالحة، تحت شرط أن تكون الطالبة يتيمة وسعودية وألا يزيد عمرها عن 10 سنوات. أُنشئت مدرسة النهضة الأهلية للبنات في مدينة الرياض عام 1379هـ، ثم مدرسة التربية النموذجية للبنات عام 1378هـ وتضمنت مرحلتين، هما: مرحلة رياض الأطفال والمرحلة الإبتدائية. وفي عام 1423هـ صدر مرسوم ملكي بضم الرئاسة العامة لتعليم البنات إلى وزارة المعارف وبعد عام حُوِل مسمى وزارة المعارف إلى وزارة التربية والتعليم.
تأسست أول جامعة في منطقة الرياض ممثلة بكلية الشريعة عام 1373هـ (1953م) لتتحول لاحقًا تحت مسمى جامعة الإمام محمد بن سعود الإسلامية في عام 1394هـ (1974م). صدر مرسوم ملكي رقم 17 وبتاريخ 21 ربيع الثاني 1377هـ بإنشاء جامعة الملك سعود. أُنشئت وزارة التعليم العالي بمرسوم ملكي رقم 1/236 صادر بتاريخ 1395/5/8هـ (1975م) لتنفيذ سياسة المملكة في مجال التعليم الجامعي، لتتوالى بعدها إنشاء عدة جامعات في المنطقة، مثل: جامعة الملك سعود بن عبدالعزيز للعلوم الصحية والتي تأسست في الخامس من شهر صفر 1426هـ الموافق السادس من شهر مارس 2005م. وفي عام 1427هـ (2006م) صدر الأمر الملكي في تأسيس جامعة الأميرة نورة بنت عبدالرحمن. تأسيس جامعة الأمير سطام بن عبدالعزيز في مدينة الخرج بموجب مرسوم ملكي عام 1430هـ (2009م). في تاريخ 3 رمضان 1430هـ (2009) صدر المرسوم الملكي رقم 7305/م ب والمتضمن إنشاء جامعة شقراء في محافظة شقراء شمال منطقة الرياض. وفي نفس التاريخ أُعلن عن تأسيس جامعة المجمعة والتابعة لمحافظة المجمعة شمال منطقة الرياض. وفي ربيع الثاني 1436هـ الموافق يناير 2015م صدر أمر الملك سلمان بن عبدالعزيز بدمج وزارتي التربية والتعليم والتعليم العالي في وزارة واحدة تحت مسمى وزارة التعليم.

#### الجامعات الحكومية
- جامعة الملك سعود
- جامعة الإمام محمد بن سعود الإسلامية
- جامعة الأميرة نورة بنت عبد الرحمن
- جامعة الملك سعود بن عبد العزيز للعلوم الصحية
- جامعة نايف العربية للعلوم الأمنية
- جامعة الأمير سطام بن عبد العزيز بمحافظة الخرج
- جامعة المجمعة
- جامعة شقراء
- الجامعة السعودية الإلكترونية

#### الكليات والمعاهد الحكومية
- الكلية التقنية بالرياض
- الكلية التقنية بالخرج[45]
- الكلية التقنية بالزلفي.[46]
- الكلية التقنية بالقويعية.[47]
- الكلية التقنية بالدوادمي للبنين.[48]
- الكلية التقنية بالدوادمي للبنات.[49]
- الكلية التقنية بالمجمعة.[50]
- الكلية التقنية بوادي الدواسر.[51]
- الكلية التقنية بالأفلاج.[52]
- كلية السياحة بالمزاحمية.[53]
- الكلية التقنية بالسليل.[54]
- الكلية التقنية الرقمية للبنات بالرياض.[55]

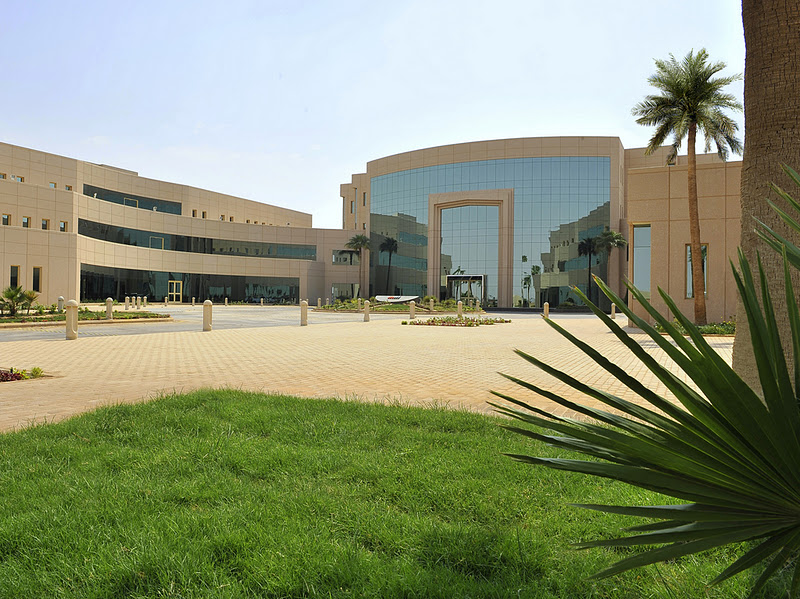
جامعة اليمامة، جامعة أهلية تأسست عام 2001

- معهد الإدارة العامة
- المعهد العالي للقضاء
- المعهد العالي للدعوة والاحتساب[56]

#### الجامعات والكليات الخاصة
تزخر منطقة الرياض بالعديد من الجامعات والكليات والمعاهد الخاصة، ومن أبرزها:
- جامعة الأمير سلطان الأهلية[57]
- كلية اليمامة[58]
- الجامعة العربية المفتوحة
- جامعة الفيصل[59]
- جامعة رياض العلم[60]
- جامعة المعرفة[61]
- كليات الشرق العربي للدراسات العليا[62]
- كلية العناية الطبية[63]
- كلية الغد الدولية للعلوم الطبية التطبيقية[64]
- جامعة دار العلوم[65]
- كليات الرؤية (المعروفة سابقاً بكليات الفارابي)[66]
- أكاديمية الجزيرة

## الأنماط الاجتماعية

### الألعاب الشعبية:[67]
مارست العرب قديمًا ألعاب الرماية والجري والمبارزة والفروسية، برز بعض العرب بمهارات رياضية كالشنفري الذي عُرف بمهارة القفز والعدو السريع، وتفاخر بمسابقة جرت بينه وبين طيور القطا للوصول إلى بركة ماء، فشرب وارتوى وذهب في حال سبيله قبل أن تصله القطا. ورد وصف لعبة الخذروف في كتاب لسان العرب أنها: عويد مشقوق في وسطه يشد بخيط ويمد فيسمع له حنين وهو الذي يسمى الخراره، وقيل الخذروف شيء يدوره الصبي بخيط في يده فيسمع له دوي. وقد ذكره امرؤ القيس في وصفه لفرسه قائلًا: درير كخذروف الوليد أمره تتابع كفيه بخيط موصل.
ما تزال لعبة الخذروف من الألعاب الشعبية في مناطق المملكة ومنها منطقة الرياض، يطلق عليها الخذروف أو الوشاشة أو الخنانة.
- الكعوب
- أول هيب
- أم غربين
- الدنانة[72]
- الوشاشة[73][74]
- المبارزة
- عظم لاح
- الجلدية
- طرة
- اعقبونا ونعقبكم[75]
- عتة
- العسيب
- حذير ونذير
- طار الطير
- حمد حمد[76]
- النباطة[77][78]
- طبق لولو طبق مرجان
- العياج
- حبح حوح
- الزقطة
- الكمشة
- الكبة
- الحبلة
- طافي طافي
- البوبحة
- الكوكبة
- البوبشة[79]
- كبكب
- الحدارج[80]
- الخروفة[81]
- الحجاوي
- البحة، من ألعاب فتيات محافظة  سدير [82]

## القطاع الخيري
يُعد وقف صبيح في أشيقر أقدم وقف خيري في منطقة الرياض، لرجل صالح يدعى صبيح بن مساور عَمِل لدى عقبة بن راجح التميمي، ولإخلاصه في عمله كافأه بمنحه المزرعة كهبة مجانية، عند اقتراب وفاة صبيح كتب وصية يوصي بجعلها وقفًا لخدمة جميع المسلمين ونفعهم، ريع المزرعة قُسم لعدة أوجه خيرية مثل تجهيز الكفن لمن يموت ولم يخلف ذرية، إطعام الصائمين، الصدقة على الأرامل. تؤرخ وصية صبيح عام 747هـ الموافق 1346م ولا تزال فاعلة حتى الآن ويُنفق ريع الوقف على أوجه الخير.

## الثروات الطبيعية

### المعادن
تحتوي منطقة الرياض على عدة معادن مختلفة مثل الرخام ، الذهب، الأنهيدرايت، البوزولان، البوكسات، البيرايت، الجبس، الجارنت، الجرافايت، الحجر الجيري، الدولومايت، الركام، السيليكا، الصلصال، الطلق، كيانيت، الأسمنت الخام، الحديد، بالإضافة إلى الرمل الزجاجي الأبيض والذي يستخرج من حجر رمل البياض و يتواجد على بعد 40 كيلو متر شمال شرق الرياض.
ذكر أحمد محمود الشنطي في كتابه "الرواسب المعدنية في المملكة العربية السعودية" أن النشاط التعديني في شبه الجزيرة العربية يعود إلى ما قبل ثلاثة آلاف عام وقد بلغت ذروة هذا النشاط خلال الفترة التي تلت انتشار الديانة الإسلامية في عصر الخلافة الأموية و بدايات الخلافة العباسية. وثق الحسن بن محمد (502 هـ/ 1108 م) في كتابه بلاد العرب عن وجود منجم للفضة في اليمامة يدعى خزبة وأنه يبعد عن مدينة حجر مسيرة عشرة أيام وهو من المناجم المملوكة لبني عقيل. ومنجم آخر يدعى العقيق بالقرب من محافظة وادي الدواسر قد نشط خلال القرن الثالث هجري وعمل فيه مئتا عامل لاستخراج المعادن، ويرى المؤرخ حمد الجاسر أنه تم هجر المنجم بسبب زحف الرمال عليه.
يعتبر منجم حليت للذهب أحد أهم المناجم خلال الفترة العباسية حيث ذكر أبو عبيد البكري (المولود سنة 404 هـ) أن الذهب كان باهض الثمن ثم أصبح رخيصًا بعد اكتشاف منجم حليت في محافظة الدوادمي غرب منطقة الرياض. وقد أطلق عليه تسمية معدن النجادي نسبة إلى ملاكه من ذرية نجاد بن موسى بن سعد بن أبي وقاص. كما توجد آثار لمنجم سمرة أو كوكبة للفضة جنوب الدوادمي وقد ذُكرت في كتاب بلاد العرب بأن الكوكبة تقع وراء العيصان على مسيرة يوم وليلة وهو على راس جبل كان منقوباً فيه باب لبني نمير وهو معدن (منجم) فضة من أملاك بنو نُمير ومتاخمة لأرض بني كلاب.
وفي العصر الحالي يتم استخراج الذهب من منجم الأمار الواقع على بعد 200 كيلو متر جنوب غرب الرياض، واستخراج الفضة من راسبي سمرة وسميرة اللذين يقعان على بعد 15 كيلومترًا جنوب غرب الدوادمي، بالإضافة إلى وجود مواقع موثقة لخام الزنك في منطقة الرياض مثل راسب الخنيقية على بُعد حوالي 35 كيلو متر شمال غرب القويعية، وخام النيكل شمال مدينة الحفيرة، كما حُددت رواسب الحديد في جبل أدساس (أقساس) على بعد 220 كيلو متر من جنوب غرب مدينة الرياض وراسب حديد من النوع الرسوبي عثر عليه غرب الأفلاج، ويتواجد المغنيسايت في جبل بتران.
تم العثور على الفلدسبار في عدة أماكن بالمملكة وهو عبارة عن مجموعة معادن تتكون من سيليكات الصوديوم والبوتاسيوم والكالسيوم، يتم استخدامه في عدة صناعات كالزجاج والخزف ومادة حشو في صناعة البلاستيك والدهانات، والمطاط، والعوازل الكهربائية، يختلف استخدام الفلدسبار من منطقة لأخرى، منها منطقة الرويضة والتي تلائم مادة الفلدسبار فيها صناعة الخزف بينما في منطقة بئر نبط شمالي ينبع البحر تلائم صناعة السيراميك. يتواجد الطين الكاؤوليني والمستخدم في صناعة الأواني الفخارية والخزف في منطقة خشم راضي وجبل شهبي بمحافظة الخرج وفي درب سعد شرقي مدينة الرياض وفي ضرما ومرات غربي وشمال غربي الرياض.
ومن الثروات الطبيعية في منطقة الرياض; الكوارتزايت في محافظة الغاط وجنوب الخرج وشمال شرق الأفلاج، الحجر الرملي في جبال الدغم والبطين شرقي الرياض وجنوب شرقي المجمعة وجنوبي الخرج وشمال شرقي الأفلاج، رخام رمادي مائل السواد في جبل خانوقة شمال شرقي عفيف وجبل إغدادة شمال شرقي عفيف، بينما يتراوح لون رخام جبل الشهبة غربي عفيف ما بين الأبيض إلى الرمادي وفي أبرق صوان جنوب شرقي عفيف يتواجد رخام ذو لون أبيض ورمادي داكن وأخضر ووردي. عثر على الدولومايت في خريصان شمالي الخرج وجبل الشهبة على بُعد 90 كيلو مترًا غربي مدينة عفيف، يتواجد الحجر الجيري في جبال طويق غربي الرياض وأم الغربان على بُعد 50 كيلو مترًا شرقي الخرج ويتواجد في سدوس وحفيرة نساح، الأنهيدرايت في دحل هيت على بُعد 30 كيلو مترًا جنوب شرقي الرياض.

### النفط
أُكتشف في منطقة الرياض ما يزيد عن 18 موقعًا ما بين نفطي وغازي، أهمها:
- حقل الحوطة: أُكتشف عام 1408هـ/ 1988م ويقع على بُعد 180 كم جنوب العاصمة الرياض، يحتوي حقل الحوطة على الزيت العربي الخفيف الممتاز ويتميز بانخفاض الشوائب والملوثات بنسبة كبيرة.[95][96]
- حقل الدلم: أُكتشف عام 1410 هـ/ 1989م، ويقع على بُعد 114 كم شمال حقل الحوطة وينتج النفط والغاز.[95]
- حقل الرغيب: أُكتشف عام 1410 هـ/ 1989م، ويقع على بُعد 40 كم جنوب بئر الدلم 1.[95]
- حقل النعيم: أُكتشف عام 1410 هـ/ 1989م، ويقع على بُعد 5 كم شمال شرق بئر حقل الحوطة رقم 1.[95]
- حقل الحلوة: أُكتشف عام 1410 هـ/ 1989م، ويقع على بُعد 45 كم شمال حقل الحوطة وينتج النفط والغاز.[95]
- حقل الهزمية: أُكتشف عام 1410 هـ/ 1989م، ويقع على بُعد 205 كم جنوب الرياض وعلى بُعد 9 كم جنوب حقل الحوطة.[95]
- حقل الغينة: أُكتشف عام 1410 هـ/ 1989م، ويقع على بُعد 25 كم جنوب حقل الحوطة وحقل الهزمية.[95]

## السياحة

### المتحف الوطني
يعد المتحف الوطني للآثار والتراث الشعبي في مدينة الرياض من أشهر المتاحف في المملكة، وهو يتوسط مركز الملك عبد العزيز التاريخي الذي أقيم في مدينة الرياض ليكون بمثابة مركز ثقافي وواجهة حضارية تبرز التاريخ المشرق للجزيرة العربية ورسالتها التاريخية بحمل لواء الإسلام ونشر رسالته الخالدة، وليكون منبراً للتعريف بتاريخ المملكة العربية السعودية ودورها والأسس التي قامت عليها. كما أن للمتحف دور رئيسي في تنشيط الحركة السياحية في المملكة عامة ومدينة الرياض خاصة، وذلك من خلال الزيارات التي تفد إلى المتحف سواء من داخل المملكة لمواطنين ومقيمين والتي تزداد بشكل تصاعدي أو الزيارات القادمة من الخارج لوفود وشخصيات ذات تأثير على المستوى الدولي.

### موسم الرياض
موسم الرياض مهرجان ترفيهي عالمي سنوي يقام في مدينة الرياض، انطلق موسم للمرة الأولى في عام 2019.

### موسم الدرعية
موسم الدرعية مهرجان سنوي يقام في الدرعية، ويتضمن فعاليات رياضية وترفيهية وثقافية، أبرزها فورمولا إي درعية.

### المدن الترفيهية
تعد المدن الترفيهية المكان الأبرز الذي تستطيع الأمهات مشاركة أولادهن الفرحة والاستمتاع بقضاء وقت عائلي، وتضم الرياض العديد من
المدن والمراكز الترفيهية الخاصة بالأطفال والتي تمت تأسيسها بمواصفات عالمية.
هذه لمحة عن أبرز هذه الأماكن:
1- منتزه الخيـمة الترفيهي
مدينة ترفيهية خاصة بالنساء تحتوي على ألعاب مبتكرة للصغار والكبار بالإضافة إلى الفعاليات والأنشطة الجذابة والمسابقات المشوقة، يقع هذا المنتزه في حي الورود، ويفتح أبوابه يومي الخميس والجمعة من الثالثة عصرا ً وحتى الحادية عشرة والنصف ليلا.
2. مركز المناهل
يقدم دورات صيفية للأطفال وبرامج منوعة وهوي يقع في الحي الدبلوماسي في الرياض وتشمل برامجه : المسرح ولرياضة مثل السباحة وكرة المضرب والكاراتيه وألعاب الأطفال والأشغال اليدوية والرسم.
3- فانتسي لاند
مدينة ترفيهية متكاملة تلبّي رغبات كل أفراد الأسرة وبما يتناسب مع أعمار أطفالك فهي تحتضن مسبح الدلافين وأسد البحر الذي يعتبر الأول والوحيد من نوعه في منطقة الخليج ويشهد تقديم عروض دلافين مثيرة بمشاركة طاقم محترف، ويتسع لأكثر من ألف متفرج ويتمكن الحضور بعد انتهاء العرض من التقاط صور تذكارية.
4- حديقة الحيوان
تضم حديقة الحيوانات ما يقارب 40 حظيرة صممت وفق أحدث النظم التي تكفل السلامة وتحتوي على أكثر من 1200 حيوان، وتتمثل في 170 نوعاً وهي محلية أفريقية وأوروبية وإسترالية.
وتحتل حديقة الحيوانات في الرياض موقعا ً مميزا ً إذا تتوسط المدينة وتجد إقبالاً كبيراً من الجمهور.
5- معالم ومتنزهات وادي حنيفة
يمثل مشروع إعادة تأهيل وادي حنيفة بعد اكتماله فرصة سياحية عظيمة لراغبي التنزه وقضاء أوقات ممتعة وسط فضاء واسع ونظيف، خاصة بعد إزالة جميع المظاهر السلبية توظيف الوادي كإحدى المناطق الطبيعية المفتوحة المتاحة لسكان المدينة والملائمة للتنزه الخلوي من خلال المتنزهات وممرات المشاة والطرق الملائمة والخدمات المساندة.

## آثار

### العصر الحجري
عثر فريق وكالة الآثار والمتاحف خلال عملية مسح لمنطقة مطار الملك خالد عام 1400هـ على آثار يعود أقدمها للعصر الحجري القديم، شملت منشآت سكنية، أفران، مواقد حجرية، مدافن، قواطع يدوية، سواطير، مكاشط، مثاقب، سكاكين، شفرات يعود أقدمها إلى 200 ألف عام. وفي موقع الثمامة عُثر على دلائل مادية للاستيطان البشري القديم المعتمد على الزراعة البدائية والصيد واستئناس الحيوانات. يؤرخ موقع صفاقة إلى فترة العصر الآشولي الأوسط 250000 - 300000 سنة من الآن. كشفت تنقيبات وادي حنيفة على منشآت حجرية ومدافن برجية وسواطير ضخمة وفؤوس وأزاميل وأدوات حفر.
من مواقع العصر الحجري بالمنطقة: بلدة سدوس التاريخية، مباني دائرية في البديعة تعود لخمسة آلاف عام، موقع اللسين جنوب غرب الرياض وهو عبارة عن منخفض رملي يحتمل أنه كان بحيرة قديمة عاش الإنسان على ضفافها، وقد عثر بالموقع على أدوات حجرية مثل المدقات وفؤوس ومكاشط ورؤوس رماح بالإضافة إلى بقايا متحجرات يحتمل أنها عظام لحيوانات استفاد منها الإنسان مع أدواته الحجرية. ومباني دائرية يعود تاريخها إلى 5000 عام، حيث تنتشر بكثافة على قمم الجبال وسفوح الأودية في منطقة الرياض، بُنيت من الحجارة ويتراوح قطرها 2-35 متر وتصل سماكة حائطها إلى متر وبارتفاع يصل إلى طول قامة الإنسان. كما تنتشر مذيلات حجرية تتجاوز 5000 آلاف عام يتراوح طولها ما بين 3 إلى 80 متر على قمم جبال منطقة الرياض، تنتهي برأس مثلث صغير ويصل عرض المذيل إلى متر، يتجه المذيل عادة من الشمال إلى الجنوب أو من الشرق إلى الغرب. تتواجد المذيلات عادة في جنوب حي الشفا وجبال طويق ووادي نمار ووادي لبن ووادي حنيفة.

### قصر المصمك
وهو حصن قديم يرجع تاريخ بنائه إلى عام 1865م, وهذا الحصن هو الذي استولى عليه الملك عبد العزيز عند فتحه
الرياض عام 1319هـ - 1902م ويقع في قلب مدينة الرياض.

### كهف برمة
وهو يقع قرب الرياض وعليه نقوش تعود إلى قبل 2400 عام.

تحتل منطقة الرياض الجزء الأكبر من مملكة كندة (220.م
- 633م)

### آثار محافظة الدوادمي
وجدت بها آثار قديمة متهدمة ونقوش ثمودية ومن الآثار القريبة منها:
- جبل البيضتين ويقع في منطقة الدوادمي وقد عثر على آثار مستوطنات قديمة عند سفحه، ونقوش ثمودية
- جبل براقة وخنوقة ويقع شمال محافظة الدوادمي وبه بقايا أضرحة ومساكن ترجع إلى ما قبل ألفي عام.

## مدن تاريخية
- الرياض

تقع مدينة الرياض في وسط المملكة، وكان اسمها القديم (حجر) قاعدة لإقليم اليمامة، سكنتها قبيلة طسم ثم قبيلة بنو حنيفة قبل الإسلام، وبعد ظهور الإسلام أسلمت بنو حنيفة، ظل اسم حجر يتردد في كتب التاريخ وفي ما  نقله الرحالة المسلمون حتى القرن 9هـ، 13م، إلى أن تحولت إلى قرى صغيرة تشمل: مِقرن، مِعكال، العود، جبرة، منفوحة، البنية، المصانع، صياح. أطلق عليها مجتمعة لاحقًا في القرن 11هـ، الموافق القرن 17م اسم الرياض. كما عُرفت الرياض باسم القرية الخضراء أو خضراء الحجر. كشفت التنقيبات الأثرية في الرياض عن آثار أقدمها يعود إلى 8 آلاف عام.
- الدرعية التاريخية

الدرعية التاريخية واحة من واحات وادي حنيفة استقطبت الاستقرار الحضري منذ أقدم العصور، وتحتل منطقة انعطاف وادي حنيفة مكونة منطقة العوجاء الاسم التقليدي الذي عُرفت به الدرعية. تتميز الدرعية بالمظاهر الطبيعية الجميلة كالروافد والشعاب والأراضي الخصبة وكلها معالم خلابة من التراث البيئي الذي يرتبط بتجربة الإنسان الحضارية في الاستقرار والبناء والتعمير، ويظهر المنجز الحضري من الدور السكنية وأنظمة الري والقنوات والأنفاق والقرى الزراعية بالدرعية ومحيطها الجغرافي.

## القبائل
- باهلة: ذكر عالم الأنساب حمد الجاسر أن مساكن هذة القبيلة من العهد الجاهلي إلى وقتنا الحاضر هو المعروف بسواد باهلة ، ويسمى الآن العِرضَ ، وهو يشمل منطقة القُوَيعِية وقراها ، ومن مساكنهم المخَامِر ، وهي الأودية والجبال التي حول نَفِيٍ والأثلَة ، حتى حمى ضرية المشهور ، والآن منهم حاضرة كبيرة في مدن نجد ، وفي مدن الحجاز قلة ، وفي المدينة والرياض والقصيم والوشم وسدير وغيرها.[111]
- بنو حنيفة: ذكرهم ابن بطوطة قائلًا: ثم سافرنا إلى مدينة اليمامة وتسمى أيضًا بحجر، مدينة حسنة خصبة ذات أنهار وأشجار يسكنها طوائف من العرب أكثرهم من بني حنيفة وهي بلدهم القديم، وأميرهم طفيل بن غانم.[112]
- بني يزيد: حدد المؤرخ العمري القرشي ديار بني يزيد قائلًا: دارهم ملهم وبنبان وحجر ومنفوحة وصياح.[113]

## أعلام

### مؤرخين وتاريخيين
- أحمد بن محمد البسام، مؤرخ وقاضي ولد عام 955هـ الموافق 1548م في بلدة أشيقر، ينتمي إلى قبيلة بنو تميم بن مر بن أد بن طابخة بن إلياس بن مضر بن معد بن عدنان.[114] مؤلف مخطوطة "نبذة في تاريخ نجد" كانت مرجع لكثير من مؤرخي نجد بعد تلك الحقبة.
- محمد بن ربيعة العوسجي، مؤرخ وقاضي ولد عام 1065هـ الموافق 1654م في بلدة ثادق عاصمة بلدان المحمل (آنذاك) وكان معاصرًا للدولة السعودية الأولى والثانية، كتب مخطوطة "تاريخ ابن ربيعة" تضمنت أحداث بدأت منذ عام 948 هـ في نجد ثم فجوة تاريخية حتى سنة 1011 هـ، دون التاريخ بعدها حتى سنة 1148 هـ.[115]
- محمد بن حمد بن عباد العوسجي، مؤرخ وقاضي ولد في بلدة البئر سنة 1100 هـ الموافق 1688م.[116] ألف مخطوطة تاريخ ابن عباد. تميزت بتدوين أخبار لم يذكرها المؤرخون السابقون لعهده، كما أدلى بتفصيلات لبعض الأحداث. بدأ تدوين الأحداث فيها بسنة 1011هـ وهي سنة خروج الشريف أبي طالب على نجد، وانتهت بأحداث سنة 1175هـ.[116]

تاريخ الفاخري، لصاحبه محمد بن عمر الفاخري التميمي، ولد عام 1772م في التويم بمنطقة الرياض، يعد أحد أعمدة مؤرخي الدولة السعودية الخمسة.

- تاريخ الفاخري، لصاحبه محمد بن عمر الفاخري التميمي، ولد عام 1772م في التويم بمنطقة الرياض، يعد أحد أعمدة مؤرخي الدولة السعودية الخمسة.[117][118]محمد بن عمر الفاخري التميمي، ولد في بلدة التويم، أحد أعمدة مؤرخي الدولة السعودية الخمسة و التي تصنف مخطوطاتهم كمرجع مهم لرصد التاريخ السعودي.[117][118]
- أحمد بن علي بن دعيج، مؤرخ ولد في بلدة مرات في منطقة الرياض، عام 1190هـ الموافق 1776م، ركز في تاريخه على أحداث سقوط الدولة السعودية الأولى.[119]
- حمد بن لعبون، ولد في بلدة حرمة، يعد من كبار المؤرخين النجديين.[120] توفي في بلدة التويم بعد سنة 1257هـ الموافق 1841م.
- سعد بن جنيدل الجلعودي الدهمشي العنزي، من العمارات من بشر من عنزة، ولد في بلدة الشعراء سنة 1343 هـ،1915م وتلقى تعليمه الأولي فيها، وهو أحد الروَّاد السعوديين الموسوعيين المحققين في تاريخ الجزيرة العربية وجغرافيتها وآدابها.[121][122]
- سليمان بن عبد الرحمن الذييب كاتب ومؤرخ سعودي من مواليد الزلفي يعمل أستاذ في قسم التاريخ في كلية الآداب في جامعة الملك سعود.
- عبد الكريم بن حمد بن إبراهيم الحقيل مؤرخ سعودي. ولد بمدينة المجمعة عام 1362هـ الموافق 1943م، بلغت مؤلفاته 41 كتابا في الإدارة والأدب والتاريخ.[123]

### علم الأنساب
- حمد بن محمد الجاسر ولد سنة 1328 هـ الموافق 1910م في قرية البرود بمحافظة الدوادمي من أسرة آل جاسر المنتمية إلى الكتمة من بني علي من قبيلة حرب.[124] من مؤلفاته: معجم أسماء خيل العرب وفرسانها، معجم قبائل المملكة العربية السعودية.

### الرياضيات
- محمد بن علي بن سلوم الوهيبي، فقيه وعالم بالأنساب والحساب والفلك ولد في قرية العطار، سدير سنه 1161هـ الموافق 1748 م، يعود نسبه إلى قبيلة بنو تميم، لديه رسائل متعددة في سائر العلوم الرياضية من الحساب والهندسة.[125]

## الأندية الرياضية
مدينة الرياض أكثر المدن في منطقة الرياض استحواذا للأندية، وأشهر الأندية في المنطقة هي:
- نادي الهلال
- نادي النصر
- نادي الشباب
- نادي الرياض
- نادي الزلفي بمحافظة الزلفي
- نادي الفيصلي بحرمة (محافظة المجمعة)
- نادي الفيحاء بمحافظة المجمعة
- نادي الحمادة بمحافظة الغاط
- نادي الشرق بمحافظة الدلم
- نادي الأنوار بمحافظة حوطة بني تميم
- نادي المحمل بمحافظة ثادق
- نادي العرض بمحافظة القويعية
- نادي الدرع بمحافظة الدوادمي
- نادي الوادي الأخضر بمحافظة وادي الدواسر
- نادي كميت بمحافظة مرات
- نادي الوشم بمحافظة شقراء
- نادي الشعيب بمحافظة حريملاء
- نادي التوباد بمحافظة الأفلاج
- نادي الدرعية بمحافظه الدرعية
- نادي الشعلة بمحافظه الخرج

## ألبوم الصور

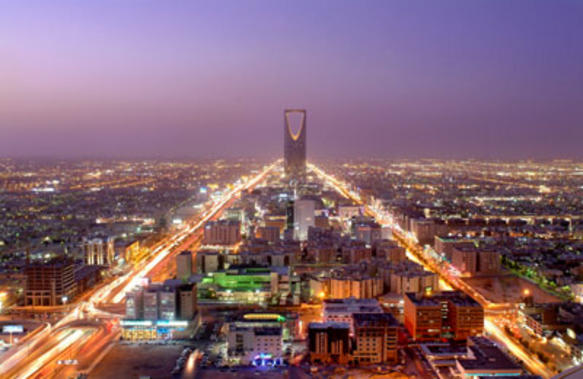
مدينة الرياض
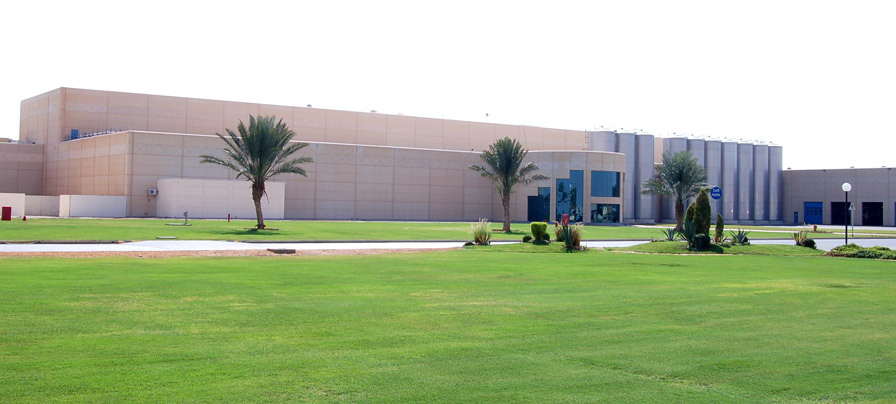
الخرج
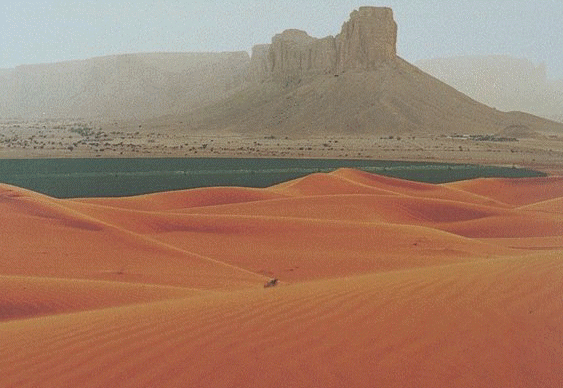
الزلفي
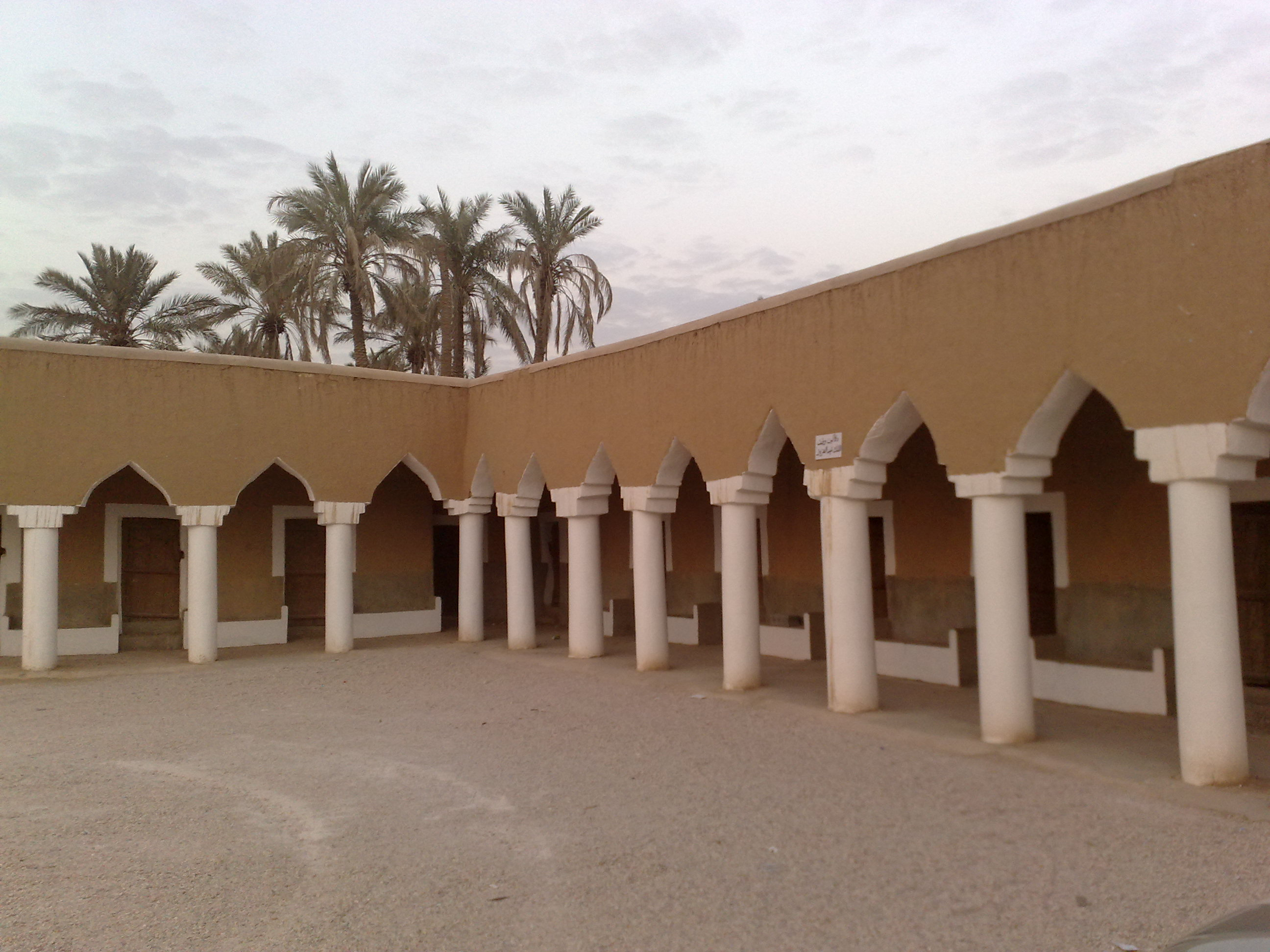
المجمعة
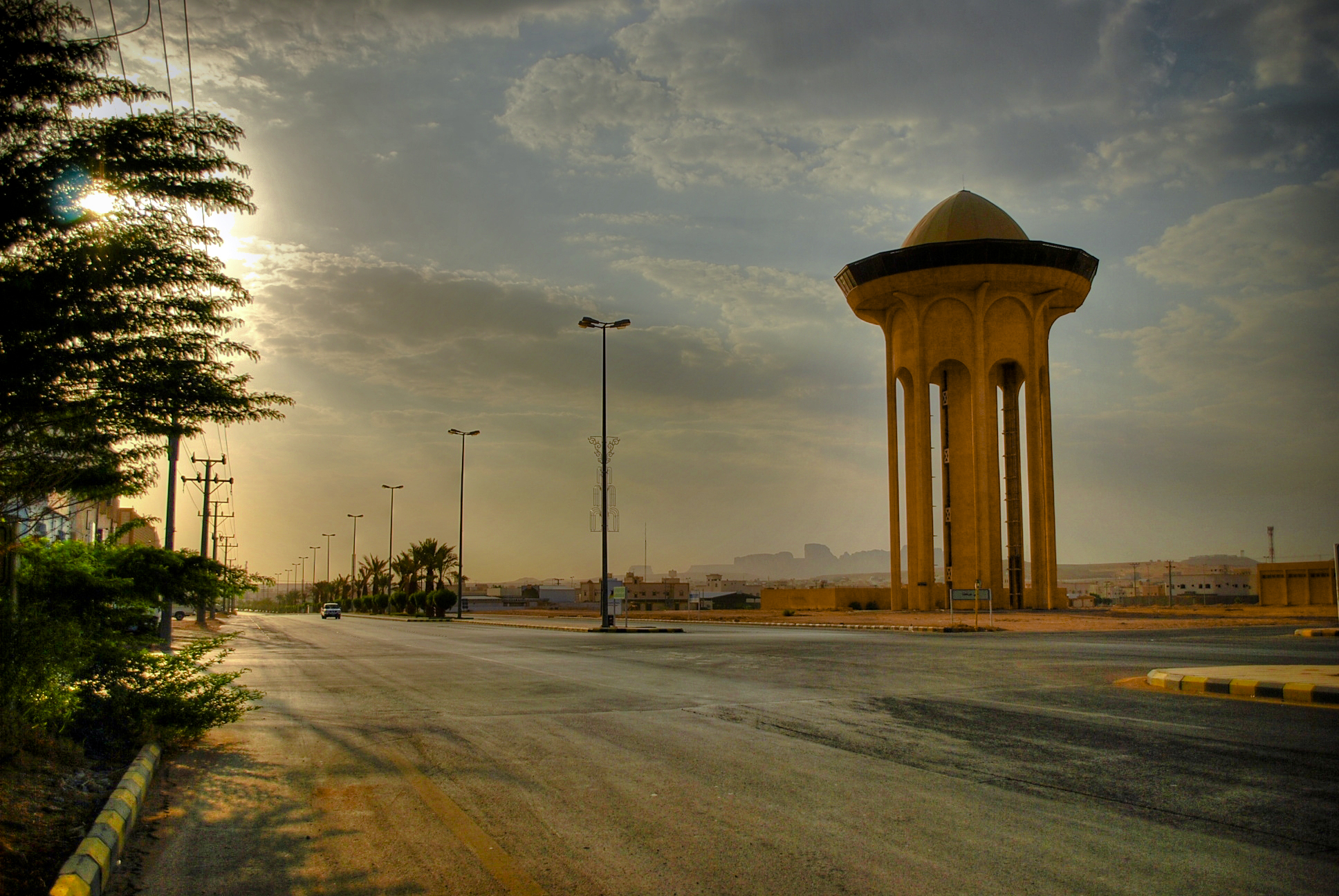
المزاحمية
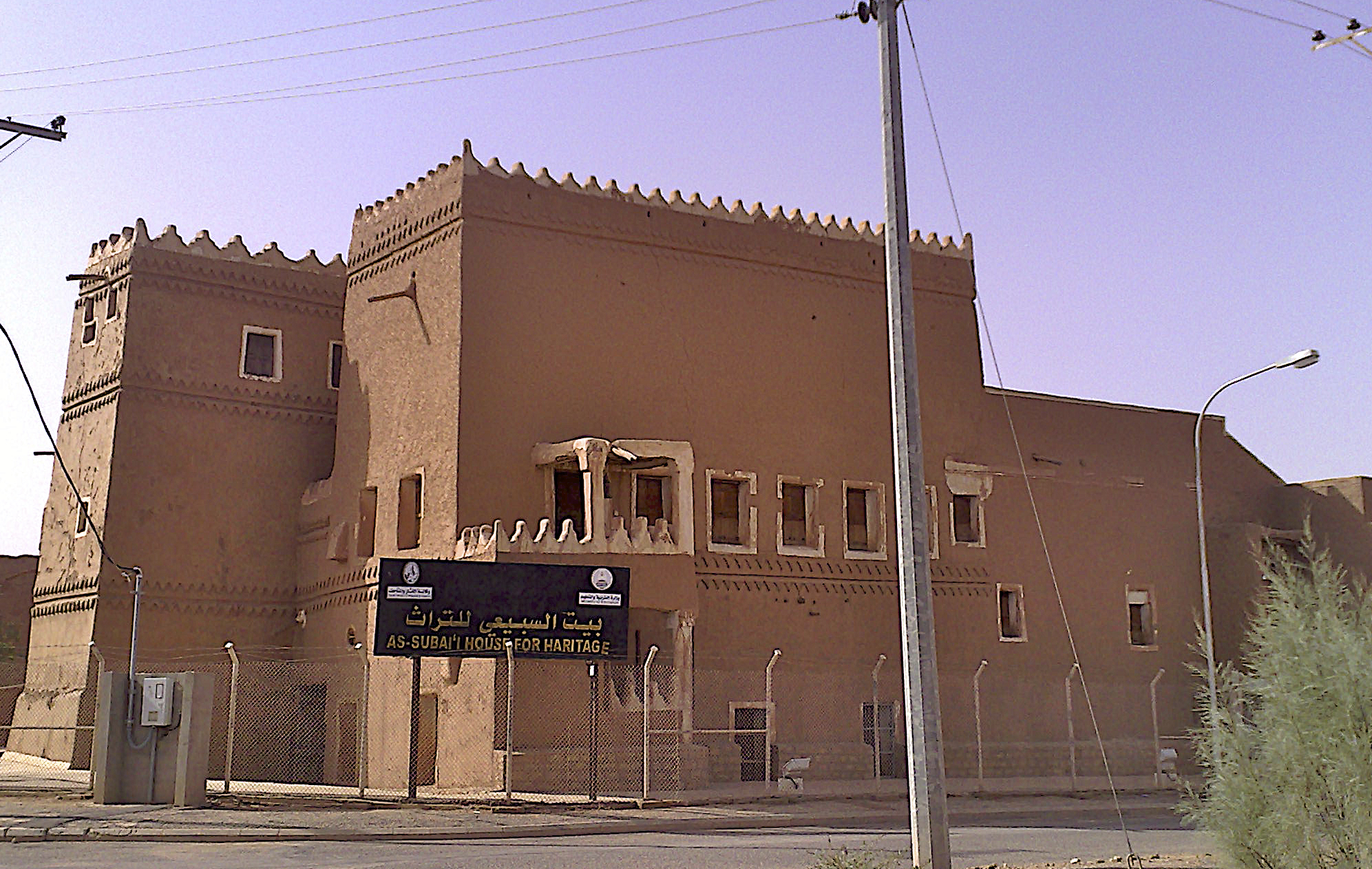
شقراء

## وصلات خارجية
- الرياض
- مرور الرياض
- إمارة الرياض